# Francy Fabritz
Francy Fabritz (née en 1985 à Dresde) est une réalisatrice de films allemande dont le travail cinématographique questionne le genre et la sexualité depuis son point de vue de femme. 

## Biographie
Francy Fabritz naît à Dresde en 1985. Elle grandit en Allemagne et en Russie. Après des études de sciences culturelles, d'art et d'esthétique, elle s'inscrit à l'Académie allemande du film et de la télévision de Berlin où elle se forme comme cadreuse. Elle invitée dans des festivals d'envergure internationale, comme le Festival de Locarno, le Porn Festival de Berlin, le festival du film lesbien et féministe de Paris ou le Festival international du film de Saint-Sébastien. Elle est actuellement[Quand ?] basée à Berlin.
Fabritz travaille à déconstruire l'image d'une sexualité lesbienne soft en même temps que le monopole phallique de la pénétration. La revendication de cette représentation d'une sexualité lesbienne s'affirme comme geste politique envers la théorie queer laquelle, estime Fabritz, a été récupérée par l'hétérosexualité, invisibilisant à nouveau l'homosexualité.
En 2015 Fabritz réalise notamment Etage X, dans lequel jouent Eva Medusa Gühne et Morgana Muses. Le court-métrage met en scène deux femmes quinquagénaires coincées dans l'ascenseur d'un grand magasin. Nommé au festival de Locarno dans de nombreuses catégories dont le Pardino d'oro pour le meilleur court-métrage international, ce film reçoit en 2017 le Hottest Kink Film et le Njoy Viewer's Choice lors du Toronto International Porn Awards, et en 2016 le prix Panavision à Saint-Sébastien.

## Filmographie (réalisatrice)
- 2012 : Gier
- 2013 : Mahlzeit
- 2013 : Butch is Beautiful
- 2014 : Durst
- 2015 : Schwein
- 2015 : Coming Home
- 2016 : Etage X
- 2021 : Nico, et coscénarisé avec Eline Gehring et Sara Fazilat

## Distinctions
- « Hottest Kink Film » pour Etage X, Toronto International Porn Awards, Toronto, 2017
- « Njoy Viewer's Choice » pour Etage X, Toronto International Porn Awards, Toronto, 2017
- Prix Panavision pour Etage X, Festival international du film de Saint-Sébastien, Saint-Sébastien, 2016
- Nommée pour le Pardino d'oro du meilleur court-métrage international pour Etage X, Festival de Locarno, Locarno, 2016